# Емилиан Требийский
Емилиан Требийский (Армянское царство, III век — 28 января 302 или 304 года, Треви) — святой епископ Треви, священномученик. День памяти — 28 января, 18 августа.
Житие Емилиана известно из Passio Sancti Miliani. Имеются два кодекса: один, IX века, — в Монтекассино и один, XII века, — в архиве капитула собора Сполето, носящего в настоящее время имя святого. Считается, что они являются копиями другого, более древнего документа V или VI века.
Емилиан прибыл в Сполето из Армении в конце III века с тремя товарищами — Иларианом, Дионисием и Эрниппом. Святой Емилиан был рукоположен во епископа папой Марцеллином и отправлен в Треви. При императоре Диоклетиане он подвергся бесчисленным мучениям, причиненным ему, чтобы заставить отречься от Христа. Наконец, святой Емилиан был казнен 28 января 304 года вместе с тремя своими товарищами. Он был обезглавлен в трех километрах от Треви, в местности Бовара, священной для язычников, будучи привязанным к оливе, которая сохранилась до наших дней.